# Assiculoides desmonotus
Assiculoides desmonotus är en fiskart som beskrevs av Gill och Hutchins, 1997. Assiculoides desmonotus ingår i släktet Assiculoides och familjen Pseudochromidae. Inga underarter finns listade.